# Danilo Celano
Danilo Celano (Vasto, 7 de diciembre de 1989) es un ciclista italiano.

## Palmarés
2015 (como amateur)
- Giro del Casentino

2017
- Giro de los Apeninos

2019
- 1 etapa del Tour de Almaty[4]

2020
- Tour de Langkawi